# UTC−01:00
UTC-1 est un fuseau horaire, en retard d'une heure sur UTC.

## Zones concernées

### Toute l'année
UTC-1 est utilisé toute l'année dans les pays et territoires suivants  :
- Cap-Vert.

### Heure d'hiver (hémisphère nord)
Les zones suivantes utilisent UTC-1 pendant l'heure d'hiver (dans l'hémisphère nord) et UTC±0 à l'heure d'été :
- Danemark :  Groenland (région d'Ittoqqortoormiit) ;
- Portugal :  Açores.

### Heure d'hiver (hémisphère sud)
Aucune zone n'utilise UTC-1 pendant l'heure d'hiver (dans l'hémisphère sud) et UTC±0 à l'heure d'été.

### Heure d'été (hémisphère nord)
Aucune zone n'utilise UTC-1 pendant l'heure d'été (dans l'hémisphère nord) et UTC-2 à l'heure d'hiver.

### Heure d'été (hémisphère sud)
Aucune zone n'utilise UTC-1 pendant l'heure d'été (dans l'hémisphère sud) et UTC-2 à l'heure d'hiver.

## Géographie
À l'origine, UTC-1 concerne une zone du globe comprise entre 22,5° W et 7,5° W et l'heure initialement utilisée correspondait à l'heure solaire moyenne du 15e méridien ouest (référence supplantée par UTC en 1972).